# 07 Vestur
07 Vestur este o echipă de fotbal din Sandavágur, Insulele Feroe.

## Jucători notabili
- Torkil Nielsen